# 정창영 (농구 선수)
정창영(丁昌榮, 1988년 1월 24일 ~ )은 한국프로농구 전주 KCC 이지스 소속 농구 선수이다.포지션은 콤보 가드이며, 2011년 KBL 드래프트에서 전체 8순위로 창원 LG 세이커스에 지명되었다. 그의 아내는 애프터스쿨 멤버였던 정아이다.

## 학력
- 삼선초등학교
- 삼성중학교
- 경복고등학교
- 고려대학교

## 경력
- 2011년 ~ 2019년 : 창원 LG 세이커스 (2011 드래프트 8순위)
- 2019년 ~ 현재 : 전주 KCC 이지스

## 결혼 및 가족
- 정아는 2018년 4월 28일 서울시 강남구 논현동 뉴 힐탑호텔에서 애프터 스쿨 멤버 정아와 결혼식을 올렸다.슬하에 아들 정주훈이 있고 2022년에 득녀했다

## 가족관계
- 배우자 정아
  - 아들 정주훈
  - 딸   정채이

## 같이 보기
- 정아
- 애프터스쿨
- 창원 LG 세이커스
- 신협 상무 농구단
- 전주 KCC 이지스
- 창원 LG 세이커스